# Zwölferkofel
Der Zwölferkofel oder kurz Zwölfer (italienisch Croda dei Toni) ist ein 3094 m hoher Felsgipfel in den Sextner Dolomiten.
Seine Schauseite zeigt der Zwölfer von Norden aus dem Bacherntal, etwa vom Aufstiegsweg zur Zsigmondyhütte: Links des auch Hoher Zwölfer genannten Hauptgipfels schließen sich der Kleine Zwölfer 2917 m s.l.m. und der Kleinste Zwölfer mit den bizarren Felsnadeln der Vicentinischen Damen an, nach rechts ist der etwas niedrigere westliche Vorgipfel durch eine deutliche Scharte vom Hohen Zwölfer abgesetzt. Nach Süden folgen zunächst der Mittlere Zwölfer 3011 m s.l.m., italienisch Croda A. Berti und der Südliche Zwölfer sowie einige weitere Erhebungen.
Über das Massiv verlief bis zur Annexion Südtirols nach dem Ersten Weltkrieg die Grenze zwischen Österreich-Ungarn und dem Königreich Italien, heute trägt es die Grenze zwischen Südtirol und der Provinz Belluno. Die Südtiroler Anteile sind im Naturpark Drei Zinnen unter Schutz gestellt.
Der Zwölferkofel ist ein Teil der Sextner Sonnenuhr, die der Bevölkerung Sextens recht verlässlich die Bestimmung der Tageszeit anhand des Sonnenstandes erlaubt(e).

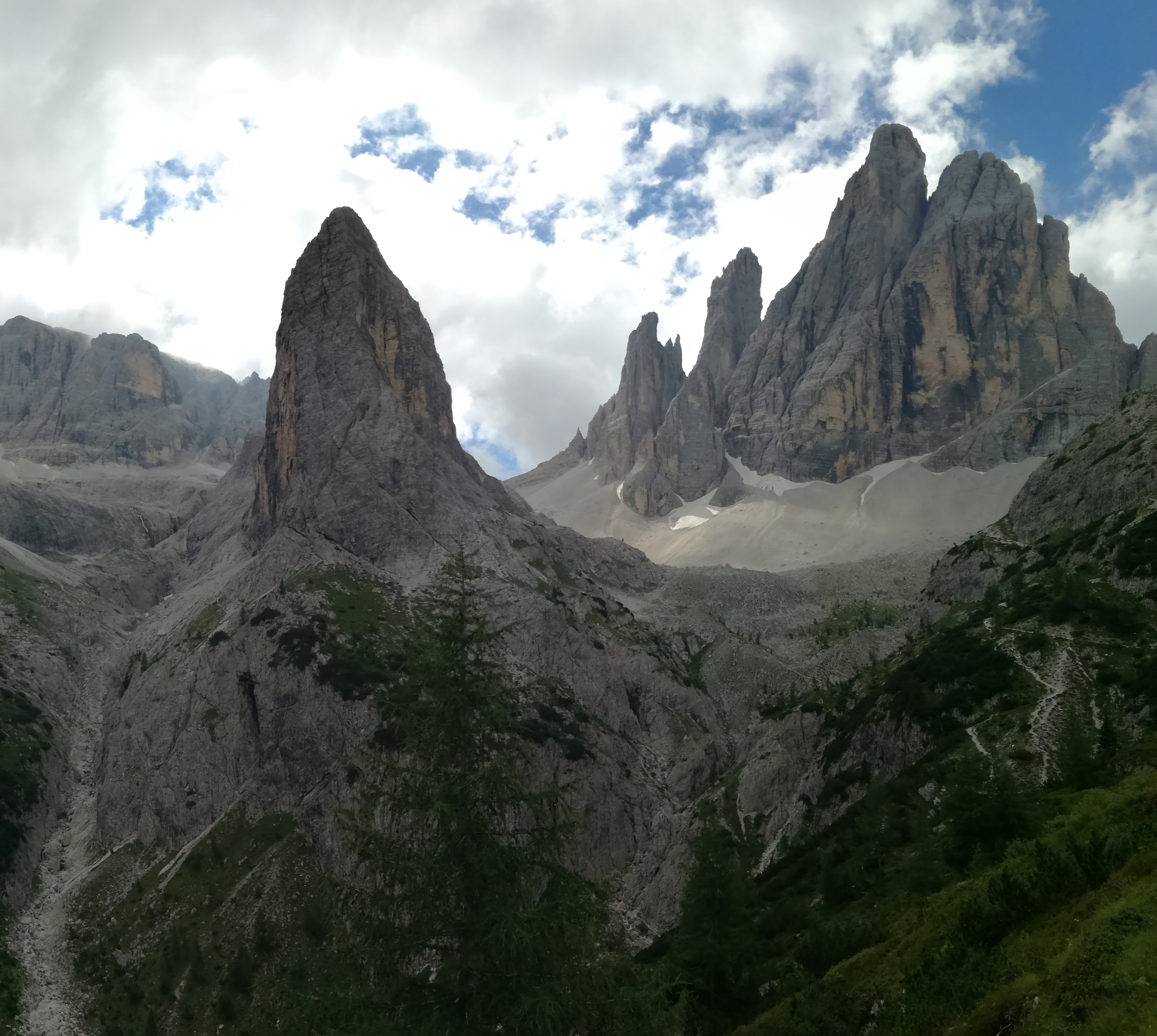
Hochleist, Kleinster und Kleiner Zwölfer sowie Hoher Zwölfer aus dem Bacherntal (von links)

Die Erstbesteigung des Zwölferkofels gelang den einheimischen Bergführern Johann und Michel Innerkofler am 28. September 1874 durch die sogenannte Eisrinne zwischen Mittlerem und Hohem Zwölfer. Der heutige Normalweg weicht dem Grund der ausgeaperten Eisrinne in den benachbarten Felsen aus. Es handelt sich um eine Route im dritten Schwierigkeitsgrad der UIAA-Skala, die von Michel und Johann Innerkofler mit J. Reichl und M. Simon am 6. September 1887 erstbegangen wurde.